# Ситивени Сививату
Ситивени Сививату (енгл. Sitiveni Sivivatu; 19. април 1982) професионални је новозеландски рагбиста који тренутно игра за Олимпик Кастр.

## Биографија
Висок 185 цм, тежак 97 кг, Сививату је у каријери играо за Манукау, Ваикато, Клермон (рагби јунион) и Чифс, пре него што је 2014. прешао у Олимпик Кастр. За "ол блексе" је одиграо 45 тест мечева и постигао 29 есеја.